# Bulken
Der Bulken (norwegisch für Klumpen) ist ein 2220 m hoher Hügel im ostantarktischen Königin-Maud-Land. Er ragt 5 km nördlich des Berges Balchenfjella im Gebirge Sør Rondane auf.
Norwegische Kartografen, die diesem Berg auch seinen deskriptiven Namen gaben, kartierten ihn 1957 anhand von Luftaufnahmen, die bei der US-amerikanischen Operation Highjump (1946–1947) entstanden.